# Utøya 22. Juli
Utøya 22. Juli (norwegisch Utøya 22. juli) ist ein norwegischer Spielfilm des Regisseurs Erik Poppe über das Massaker vom 22. Juli 2011, welches 69 Opfer auf der norwegischen Insel Utøya und acht in Oslo forderte. Der Film basiert auf historischen Ereignissen, wobei die Charaktere fiktiv sind. Begleitet wird die 19-jährige Kaja (dargestellt von Andrea Berntzen), die während des Massakers ihre jüngere Schwester aus den Augen verliert und versucht diese wiederzufinden.
Gedreht wurde in Echtzeit in einer 72-minütigen Plansequenz aus Sicht der Opfer. Die Weltpremiere fand am 19. Februar 2018 im Rahmen des Wettbewerbs der 68. Internationalen Filmfestspiele Berlin statt. Der deutsche Kinostart erfolgte am 20. September 2018.

## Handlung
Der Film beginnt mit Dokumentaraufnahmen aus Oslo, wo am 22. Juli 2011 gegen 15:17 Uhr eine Autobombe explodierte und acht Menschen tötete. Danach gegen 17:06 Uhr beginnt die eigentliche Handlung auf der Insel Utøya:
Die 19-jährige Kaja nimmt mit ihrer jüngeren Schwester Emilie am Feriencamp der Jugendorganisation der sozialdemokratischen Arbeiderpartiet teil. Beide zelten wie viele andere auf der Wiese vor dem Haupthaus. Während sich trotz des schlechten Handy-Empfangs die Nachricht vom Anschlag in Oslo unter den Teilnehmern schnell verbreitet hat, war Emilie baden, was die pflichtbewusste Kaja ihr vorwirft. Im Streit darüber trennen sich die Geschwister und Kaja macht sich allein auf den Weg zum Haupthaus, wo ein Barbecue stattfinden soll. Sie diskutiert mit anderen Jugendlichen über die Geschehnisse in Oslo, darunter mit Caroline, Kristine, Magnus aus Stavanger, Petter und dem besorgten Issa, der hofft, dass keine Muslime hinter dem Anschlag stecken.
Als plötzlich Schüsse zu hören sind, halten viele das zuerst für einen Scherz. Als erste Jugendliche in Panik aus Richtung Ufer fliehen, verbarrikadiert sich die Gruppe um Kaja mit zahlreichen anderen im Haupthaus. Als dieser Rückzugsort angegriffen wird, flieht Kaja, gemeinsam u. a. mit Kristine, Issa und Petter und sie verstecken sich im Wald. Kaja macht sich Sorgen um ihre Schwester. Sie versucht Emilie erfolglos per Handy zu erreichen, kann aber zwischenzeitlich Kontakt zu ihrer Mutter herstellen. In der Gruppe ist man sich uneinig, ob es sich eventuell nur um eine „Übung“ handelt, während Issa bekräftigt, dass echte Schüsse zu hören sind. Petter entreißt einer Frau ihr Handy, die Kontakt zu Polizei herstellen konnte und fragt nach, ob eine Übung auf der Insel geplant war. Als ein weiterer Jugendlicher Schutz bei der Gruppe sucht, gibt er an, dass die Polizei geschossen hätte.
Die Gruppe beschließt in Richtung Ufer zu flüchten, während Kaja allein zum Zeltplatz zurückkehrt, um nach ihrer Schwester zu suchen. Auf dem Zeltplatz trifft Kaja auf einen unter Schock stehenden kleinen Jungen namens Tobias, dem sie rät, in den Wald zu flüchten und seine auffällige Jacke auszuziehen. Im Zelt findet sie Emilie nicht, aber dafür ihr Handy. Kaja verhält sich ruhig, als die Schüsse zwischenzeitlich aufhören und jemand langsam über den Zeltplatz läuft. Als die Schüsse erneut beginnen, flüchtet sie sich in den nahen Wald und versteckt sich im Unterholz. Kaja gelingt es, mit ihrem Handy ihre Mutter zu erreichen. Sie erzählt ihr unter Tränen, dass sie Emilie nicht finden kann und dass sie ihre Eltern liebt. Als sie einem in den Rücken geschossenen Mädchen begegnet, leistet Kaja erste Hilfe, tröstet sie und bleibt bei ihr, bis diese stirbt. Gleichzeitig sieht sie roten Rauch durch den Wald ziehen. Sie trifft durch Zufall Caroline wieder, die das getötete Mädchen kennt und geschockt ist.
Als die Schüsse von neuem beginnen und das Geräusch eines Hubschraubers zu hören ist, rennt Kaja zum Ufer. Als sie eine vermeintliche Leiche im Wasser treiben sieht, verwirft sie den Gedanken, die Insel schwimmend zu verlassen. Sie läuft entlang einer Steilküste, wo sie auf weitere Jugendliche trifft, die sich verstecken. Sie trifft Magnus wieder, der versucht, sie mit Witzen und einem Gespräch zu beruhigen. Er nimmt ihr das Versprechen ab, irgendwann in seiner Heimatstadt Stavanger gemeinsam Döner essen zu gehen. Sie sprechen auch über ihre Zukunftspläne: Magnus träumt davon, ein Champions-League-Finale von Manchester United zu besuchen, vielleicht als Schauspieler berühmt zu werden und irgendwann eine Familie zu gründen, Kaja davon, Ministerpräsidentin zu werden. Als sie leise das Lied True Colors anstimmt, werden sie kurzzeitig unter Beschuss genommen. Als sich das Geräusch der Schüsse entfernt, verlässt Kaja das Versteck, um weiter nach Emilie zu suchen. Sie stößt am Ufer auf mehrere Leichen, u. a. die von Tobias, und wird von Schuldgefühlen geplagt. Als Magnus Kaja zu trösten versucht und sie sich leicht erhebt, wird sie plötzlich erschossen. Magnus gelingt die Flucht mit Hilfe eines gerade vorbeigefahrenen Motorbootes einer Privatperson. Auf diesem befindet sich auch Emilie, die einem Opfer erste Hilfe leistet.

## Produktion
Es sei von Anfang an Tabu gewesen, einen schlichten Unterhaltungsfilm zu drehen. Stattdessen versuchte Erik Poppe die Geschehnisse so wahrhaftig wie möglich darzustellen. Die Überlebenden des Anschlags wurden daher als Berater für das Skript, für die Proben und den eigentlichen Dreh eng mit eingebunden.
Der Kameramann Martin Otterbeck drehte den Film mit einer vergleichsweise kompakten Kamera, welche er ohne Stabilisierungssystem verwendete. Während längeren Dialogen griff er jedoch auf ein vorher installiertes Seilsystem zurück, welches ihm ermöglichte, die Kamera ruhiger zu führen. Neben dem Kameramann und einem Boom-Operator bestand das Drehteam lediglich aus einem Kamera-Assistent, einem Transmitter-Träger für die Datenübertragung zum Kontrollraum und einem Grip, der den Kameramann aus Sicherheitsgründen begleitete. Regisseur Poppe saß gemeinsam mit Skript und Tonmischung in einem mit Live-Monitoren ausgestatteten Raum in der Nähe des Sets.
Das Produktionsbudget des Films lag bei circa 689.000 US-Dollar.

## Synchronisation
Die deutsche Synchronisation des Films übernahm die TaunusFilm Synchron Berlin.
| Schauspieler                 | Rolle              | Synchronsprecher   |
| ---------------------------- | ------------------ | ------------------ |
| Andrea Berntzen              | Kaja               | Patrizia Carlucci  |
| Aleksander Holmen            | Magnus             | Karim El Kammouchi |
| Brede Fristad                | Petter             | Amadeus Strobl     |
| Elli Rhiannon Müller Osborne | Emilie             | Stella Sommerfeld  |
| Jenny Svennevig              | Oda                | Lydia Morgenstern  |
| Sorosh Sadat                 | Issa               | Maximilian Artajo  |
| Ada Otilde Eide              | Caroline           | Victoria Frenz     |
| Magnus Moen                  | Tobias             | Jaron Müller       |
| Solveig Koløen Birkeland     | verletztes Mädchen | Sarah Tkotsch      |

## Trivia
Im Film wird der Attentäter während des Anschlags auf Utøya nur zweimal kurz schemenhaft im Hintergrund gezeigt. Sein Darsteller wird im Abspann nicht benannt. Erik Poppe erklärte, dass das keine „feste Regel“ von ihm war, sondern die Ereignisse aus Sicht der Jugendlichen im Fokus stand und „alles nur so gezeigt [wird], wie sie es erlebt haben“.

## Auszeichnungen
Mit Utøya 22. Juli konkurrierte Erik Poppe zum ersten Mal bei den Internationalen Filmfestspielen Berlin um den Goldenen Bären, den Hauptpreis des Festivals. Der Film blieb unprämiert.
Beim 29. Internationalen Filmfest Emden-Norderney wurde Utøya 22. Juli mit dem Score-Bernhard-Wicki-Preis in Bronze ausgezeichnet.
Bei der Verleihung des norwegischen Filmpreises Amanda am 18. August war der Film in sieben Kategorien nominiert: Bester Film, Regie, Drehbuch, Hauptdarstellerin, Nebendarstellerin, Kamera, Ton (Gisle Tveito). Ausgezeichnet wurden die beste Hauptdarstellerin (Andrea Berntzen) und beste Nebendarstellerin (Solveig Koløen Birkeland).
Kameramann Martin Otterbeck wurde im Rahmen des Europäischen Filmpreises 2018 mit dem Prix Carlo di Palma (Beste Kamera) ausgezeichnet.